# Rob Bourdon

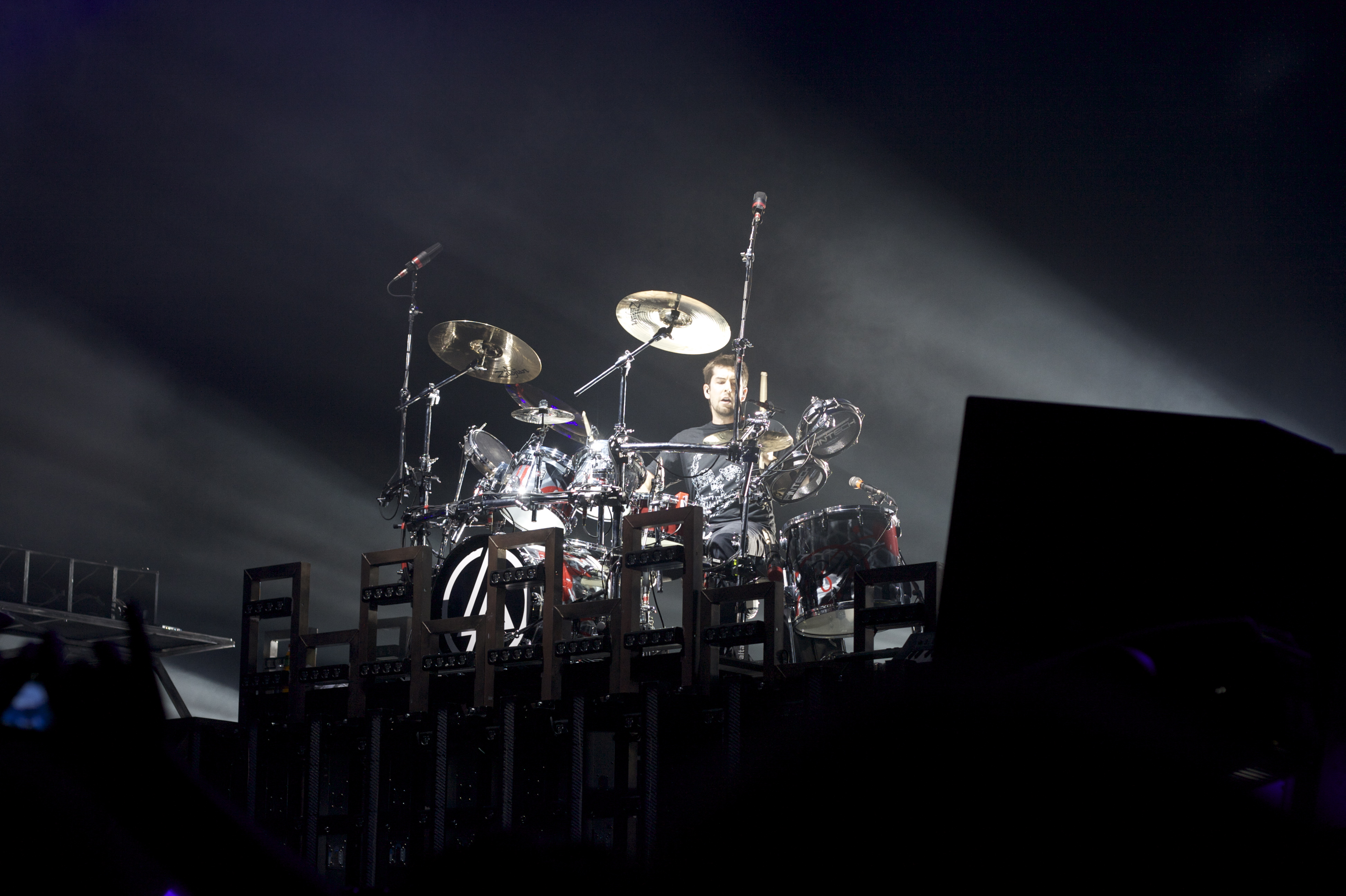
Rob Bourdon under konsert i Globen, Stockholm (2007)

Robert Gregory Bourdon, född 20 januari 1979 i Calabasas, Kalifornien, USA, är en amerikansk trummis och tidigare medlem i numetal-bandet Linkin Park
Rob föddes i Calabasas, Kalifornien och bor nu i Los Angeles. Han växte upp i samma stad som medlemmarna i Incubus.
Rob började spela trummor vid tio års ålder, efter att ha gått på en Aerosmith konsert. Hans mamma var Joey Kramers, Aerosmith's trumslagare, ex-flickvän, så Bourdon hade möjligheten att gå backstage. I tidiga tonåren spelade Bourdon i olika band med sina vänner. Det var ungefär vid den tiden han träffade Brad Delson, som nu spelar i Linkin Park. de spelade ihop i ungefär ett år i ett band de kallade Relative Degree. Deras mål vara att få spela på Roxy Theatre, och efter att ha uppnått deras mål splittrades bandet.